# رحلة ذهاب
رحلة ذهاب هي رحلة مدفوعة لثمن تذكرة لمقعد على طائرة، قطار، حافلة، أو طرق أخرى للسفر من دون رجوع. تذاكر الذهاب فقط قد تشترى لعدة أسباب، كمثلا لو كان شخص يخطط للنقل أو الهجرة لمكان جديد، أو انه غير متيقن عن الرجوع، أو ان كان لديه أساليب أخرى للرجوع، أو إذا كان المسافر ينوي الرجوع، لكن ليس له الحاجة لدفع ثمن التذكرة مقدماً.
تنصح شركات الخطوط الجوية ووكلاء السفر في حالة أن المسافر كان ينوي الإقامة (في وجهته المعينة) لأكثر من 363 أيام (حوالي 12 شهر) بهذه التذكرة وذلك لأن تذكرة الذهاب والعودة صالحة لمدة 12 شهر أو حوالي 363 أيام.
بعد أحداث 11 سبتمبر 2001، تذاكر الذهاب فقط في الولايات المتحدة تلفت الارتياب لأن الخاطفون المعنيون في الهجوم كان لديهم تذكرة ذهاب فقط